# 滑石製石鍋

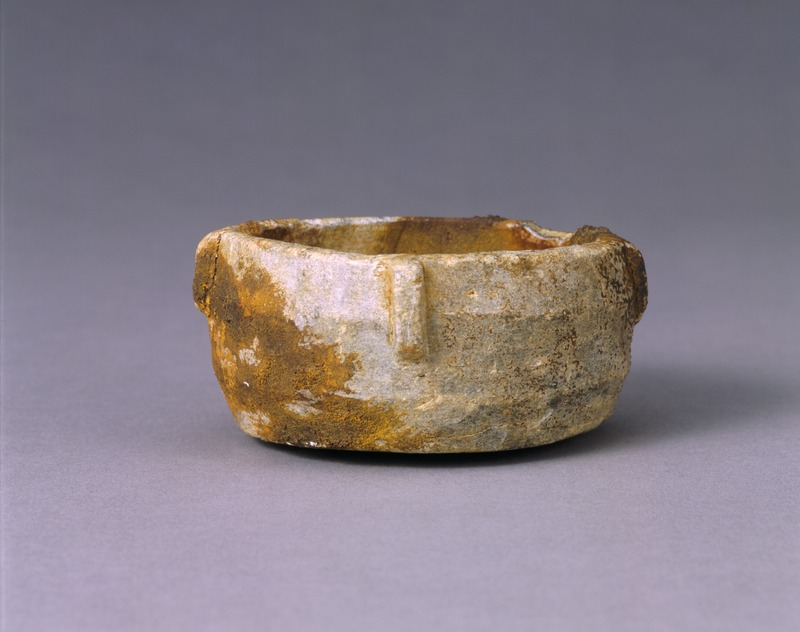
平安時代（12世紀）の滑石製小形石鍋（九州国立博物館所蔵）

滑石製石鍋（かっせきせいいしなべ）は、長崎県を中心に、平安時代から室町時代にかけて生産されていた滑石製の煮炊き用鍋。

## 概要
滑石製石鍋の生産は10世紀に始まり、鎌倉時代末期の14世紀前半に最盛期をむかえた後、16世紀初めまでに消滅した。同じ用途では、土鍋のみならず鉄鍋も存在していたが、この時代に石鍋が広く流通した理由は判明していない。
相浦地域の門前遺跡 ・竹辺遺跡群 ・武辺城跡から大量の石鍋が出土しており、平安・鎌倉時代は相神浦氏が、室町時代には宗家松浦氏（相神浦松浦氏）が生産・流通を独占していたと思われる。
近畿までの西日本一帯で広く使用され、中世の都市として知られる博多遺跡群や草戸千軒町遺跡などでも、数多くの出土があった。『群書類従』に収録された13世紀末の料理事典『厨事類記』によれば、宮中の饗宴で芋粥の調理に使用されたという
。南は沖縄県先島諸島の石垣島にも出土する。東日本の考古的調査では鎌倉で大量に発見されるが、それ以外の地域では限定的である。破損した石片を温石として再利用した例も多く見られる。12世紀初めの記録では、石鍋4個で牛1頭とかなりの高額であったという。
長崎県西海市周辺の西彼杵半島に大規模な採石・製作場遺跡が発見され、生産地の中でも最大の遺跡は、1981年（昭和56年）に「ホゲット石鍋製作遺跡」として国の史跡に指定された。近年、山口県宇部市にも採石場跡が見つかっているほか、福岡県糟屋郡篠栗町の若杉山でも作りかけの未成品が発見されている。
沖縄のグスク跡を中心とした遺跡の発掘調査では、カムィ焼や中国製陶磁器と並んで出土することでよく知られる。また沖縄では、石鍋の形を真似、陶土に滑石粉末を混ぜ込んだ土器を製作していた。